# Lex Calpurnia (90 av. J.-C.)
Pour les articles homonymes, voir Lex Calpurnia.
La Lex Calpurnia (ou Lex Calpurnia de civitate sociorum), à ne pas confondre avec la Lex Calpurnia de repetundis de 149 av. J.-C. ou la Lex Calpurnia de 129 av. J.-C.) est une loi qui fut adoptée par le Sénat romain en 90 av. J.-C. à la suite des pressions exercées par les alliés de Rome pour obtenir la citoyenneté romaine. Cette loi permettait aux chefs militaires de donner la citoyenneté romaine pour récompenser les alliés faisant partie de leur troupe qui combattaient vaillamment. Elle permettait également la création de deux nouvelles tribus afin d’y répartir les nouveaux citoyens. 

## Objectif
Elle avait comme objectif de satisfaire quelque peu les alliés italiens ou socii, c’est-à-dire les cités-états ou les peuples autonomes vivant sous la tutelle de Rome qui, depuis la rapide et grande expansion de Rome à partir du IIIe siècle av. J.-C., réclamaient l’obtention de la citoyenneté romaine afin de pouvoir participer de manière active à la politique romaine qui régissait les institutions provinciales. De plus, être citoyen romain permettait de ne plus devoir payer le tributum, impôt relatif à l’entretien des troupes romaines qui assurait le stipendium des troupes.

## Contexte
Cette loi est adoptée par le Sénat alors que depuis 91 av. J.-C. les alliés italiques sont entrés en guerre contre Rome, occasionnant la guerre sociale (ou guerre des Alliés). Cette guerre, pacifique, puis armée avec l'auto-déclaration d'indépendance par des dirigeants locaux de leur territoire italien, avait pour but unique d’obtenir définitivement le citoyenneté romaine pour tous les citoyens des peuples établis sur le territoire romain (donc, uniquement les hommes adultes). Les Sénateurs vont alors petit à petit céder aux exigences des socii, la Lex Calpurnia étant l’un des premiers pas vers un essai de réconciliation.

## Conséquence
Seulement, cette loi n’eut pas un impact important sur l'obtention de citoyenneté, puisque peu de chefs militaires en firent cadeau à leurs soldats ou à une partie d'entre eux. Le plus connu, Caius Marius, ne l’avait donnée symboliquement qu’à une dizaine de ses soldats. 
Ainsi, la guerre sociale connue depuis 91 av. J.-C. après l’assassinat du tribun de la plèbe Marcus Livius Drusus, continua son cours. Et la Lex Calpurnia fut rapidement suivie par d’autres, à savoir, la Lex Iualia (fin 90), la Lex Plautia Papiria (en 89), et la Lex Pompeia (en 89). 
La guerre sociale prendra fin avec l’adoption de la Lex Plautia Papiria qui accorde la citoyenneté romaine à tous les citoyens qui en font la demande auprès du préteur pérégrin à Rome dans les 60 jours. Cette généralisation de la citoyenneté romaine aura pour conséquence une unification plus marquée de Rome avec ses peuples conquis, élément indispensable à l’avènement de l’Empire romain avec Caius Octavius, dit Auguste, en 27 av. J.-C.